# Aviv Kohavi
Aviv Kohavi sau Aviv Kochavi (în ebraică אביב כוכבי; n. 23 aprilie 1964, Kiryat Bialik, Districtul Haifa, Israel) este un militar israelian, general-locotenent și șeful Statului Major al armatei israeliene, începând din ianuarie 2019. El a ocupat în anii 2017-2019 funcția de adjunct al șefului Statului Major al armatei israeliene. Kohavi a comandat Divizia Gaza în cursul dezangajării unilaterale a Israelului din Fâșia Gaza și ulterior (2014-2017) a fost comandantul Comandamentului de Nord al armatei israeliene. Între 2010-septembrie 2014 a servit ca comandantul serviciului militar de informații ale armatei. S-a distins in mod deosebit în Cel de-al Doilea Război din Liban din 2006 și în stăvilirea valului de teroare din Intifada al Aqsa.

## Biografie
Kohavi s-a născut în 1964 în orășelul Kiryat Bialik de lângă Haifa, Israel,  ca fiul mijlociu dintre cei trei copii ai lui Shaul Kohavi, proprietar de magazin, și ai lui Riva, profesoară de educație fizică, decedată în 2014. Bunicul și câțiva din unchii săi materni au emigrat în   înaintea celui de-al Doilea Război Mondial din Rusia Sovietică în Palestina. Familia tatălui, numită la origine Sterngass (adică „Stea oaspete”, de unde numele ebraic Kokhavi, de la Kokhav =stea) era din Cracovia, Polonia, și, în mare parte, a pierit în Holocaust. Unul din unchii săi s-a aflat pe Lista Schindler și a supraviețuit.
El a învățat la școala „Habonim” din Kiryat Bialik, și în centrul de învățământ industrial „Ort” din orașul natal. În copilărie el a fost activ în mișcarea de tineret „Mahanot Haolim”. 

### Serviciul militar
Kohavi s-a înrolat în anul 1982 a voluntar în Brigada de parașutiști.  A servit mai întâi ca soldat și ca comandant de grupă. În 1985 a devenit ofițer de infanterie, întorcându-se după un curs la brigada de parașutiști in calitatea de comandant de pluton.  A condus ulterior compania antitanc a Brigăzii  (Unitatea Orév = Corbul), apoi batalionul 101 „Peten (Cobra neagră) în operații antigherilă în conflictul din Libanul de Sud.
(1985-2000). În 1998 a comandat brigada de est de legătură cu Libanul, sub comanda generalului Erez Gerstein, și o brigadă de desant de parașutiști rezerviști.
În 2002 a stat în fruntea brigăzii 35 de parașutiști, care în timpul celei de-a Doua Intifade - „Intifadat al Aksa”, a executat în februarie 2002 operația „Massa Bitzvaim ”(Marș în culori) în tabăra de refugiați Balata din Nablus - prima operație antiteroristă israeliană în interiorul unei tabere de refugiați palestinieni după perioada negocierilor de pace israelo-palestiniene apoi a luat parte și la operațiunea „Zid de apărare” în care soldații israelieni au dus lupte cu teroriștii din casă în casă, spărgând zidurile dintre case cu ciocanele. Apoi sub comanda sa au fost atacate cuiburi de teroriști in orașul Tulkarem și a fost încercuită Biserica Nativității din Betleem în care s-au baricadat cincizeci de teroriști înarmați deținând 200 de ostatici creștini, operație care a fost încununată cu succes după negocieri istovitoare.
În continuare a fost numit la comanda Diviziei 98 de parașutiști și a diviziei Gaza. În calitate de comandant al diviziei Gaza (2004-2006) a supravegheat retragerea trupelor israeliene și evacuarea așezărilor agricole evreiești din Fâșia Gaza, potrivit hotărârii guvernului Ariel Sharon. În 2006 trupele israeliene au organizat și operațiunea „Ploi de vară” pe teritoriul Fâșiei Gaza în urma răpirii soldatului Ghilad Shalit de oameni înarmați ai Fâșiei. În anul 2006 Kohavi urma să plece pentru perfecționare la Colegiul regal de cercetări militare la Londra, dar a fost nevoit să renunțe, în urma riscului de a fi arestat în Marea Britanie drept consecință a unor învinuiri de crime de război din partea activiștilor propalestinieni de acolo. La astfel de acuzații, formulate contra sa și de un fost coleg de la facultatea de filosofie, dr.Niv Gordon, Kohavi a răspuns printr-o scrisoare lungă și argumentată.. În cele din urmă a plecat să studieze relații internaționale la Universitatea Johns Hopkins în statul Maryland din Statele Unite. 
Ulterior a comandat în 2007-2009 Brigada de operațiuni a Departamentului de operațiuni al armatei, apoi în 2010 a fost înălțat la rangul de general maior și numit șef al Serviciului Militar de Informații al armatei, funcție pe care a îndeplinit-o atât în timpul Operațiunii Pilonul Apărării, cît și al Operațiunii Tzuk Eitan - Protective Edge (Marjă de protecție).În noiembrie 2014 a fost numit comandant al Comandamentului de Nord. în mai 2017  a devenit șef adjunct al Statului General al armatei israeliene, secondându-l pe generalul Gadi Eizenkot.
În octombrie 2018 la propunerea ministrului apărării Avigdor Lieberman, a fost desemnat  ca următorul Șef al Statului Major al armatei.
Kohavi est cunoscut și pentru măsurile hotărâte pe care le-a luat în brigada de parașutiști pentru a eradica ceremoniile foarte violente si înjositoare de inițiere obișnuite de soldați veterani față de noi recruti sau la avansarea în grad. De asemenea s-a străduit să încurajeze ridicarea nivelului soldaților din pături nevoiașe și fără educatie..

### Viața privată
Kohavi este căsătorit cu Yael, avocată, și tatăl a trei fete. Locuiește în localitatea Adi din Valea Yezreel. El posedă o licență în filosofie a Universității Ebraice din Ierusalim, un titlu de master în administrație publică de la Universitatea Harvard și un al doilea titlu de master în relații internaționale - de la Universitatea Johns Hopkins din Baltimore.
El păstrează un regim alimentar vegetarian și este pictor amator.